# Valentin Michajlovič Bělov
Svatý Valentin Michajlovič Bělov (1891 – prosinec 1918) byl ruský jerej ruské pravoslavné církve a mučedník.

## Život
Narodil se roku 1891 v rodině diakona.
Nastoupil na Permské duchovní učiliště ale ve třetím ročníku přešel do Usovského dvouročníkového učiliště, které dokončil roku 1907.
Roku 1909 se stal psalomščikem (žalmista) chrámu Pokrova přesvaté Bohorodice ve vesnici Potaška Kranoufimského ujezdu Permské gubernie. Současně se stal učitelem Zákona Božího Čerkasovské základní školy.
Složil zkoušky na diakona a 21. října 1914 byl rukopoložen na diakona permským biskupem Andronikem (Nikolským). Jako diakon stále působil v Pokrovském chrámu.
Roku 1915 ho duchovenstvo okruhu zvolilo vedoucím kurzů zpěvu. V letech 1910-1915 byl sbormistrem Pokrovského chrámu.
Dne 1. ledna 1917 byl převeden do permského soboru Proměnění Páně, kde sloužil při archijerejským službách jako hypodiakon.
Oženil se Stěpanidou Semenovnou a měli spolu děti.
Dne 9. prosince 1918 byl převeden jako jerej do chrámu Svaté Trojice v Ašapském závodu v Osinském ujezdu, rukopoložen na jereje a 17. prosince poslán do závodu.
V prosinci 1918 byl bolševiky rozsekán šavlemi a nakonec zastřelen.
Po jeho smrti se vdova Stěpanida přestěhovala s dětmi do Ufy, kde se znovu provdala.

## Kanonizace
Dne 20. srpna 2000 ho Ruská pravoslavná církev svatořečila jako mučedníka a byl zařazen mezi Sbor všech novomučedníků a vyznavačů ruských.
Jeho svátek je připomínán 20. června (7. června – juliánský kalendář).